# Тангён-ванху
Тангён-ванху (단경왕후) (7 февраля 1487 г. — 27 декабря 1557 г.) — королева-консорт Чосона. Личное имя неизвестно, поскольку она происходила из клана Гочан Шин[уточнить], то именуют «госпожой Шин» — по фамилии отца. Была первой супругой чосонского вана Чунджона из династии Ли . Она была королевой в течение семи дней в сентябре 1506 года, после чего стала известна как свергнутая королева Шин (폐비 신씨). Тангён — её посмертное имя, присвоенное 230 лет спустя.

## Жизнеописание

### Ранняя жизнь
Будущая королева родилась 7 февраля 1487 года во время правления Сонджона. Её отец, Шин Сугын, был членом клана Гочан Шин. Её мать, вторая жена Шин Сугына, происходила из клана Хан из Чхонджу. Её тетя по отцовской линии, королева Джинвондок, была первой супругой  Ёнсангуна. 
В 1499 году в возрасте 13 лет она вышла замуж за 12-летнего великого принца Джинсона, единственного сына Сонджона. Через свою мать госпожа Шин приходилась своему мужу двоюродной сестрой в третьем колене[уточнить].
Как жена великого принца, она получила титул Бубуин[уточнить] (хангыль: 부부인, ханча: 府夫人). Её матери был присвоен титул «Внутренняя принцесса-консорт Чонвон из клана Чхонджу Хан» (хангыль: 청원부부인 청주 한씨, ханча: 淸原府夫人 淸州 韓氏), а её отцу был присвоен титул «Внутренний принц Икчан, Шин Сугын» (хангыль: 익창부원군 신수근, ханча: 益昌府院君 愼守勤)

### Королева-консорт

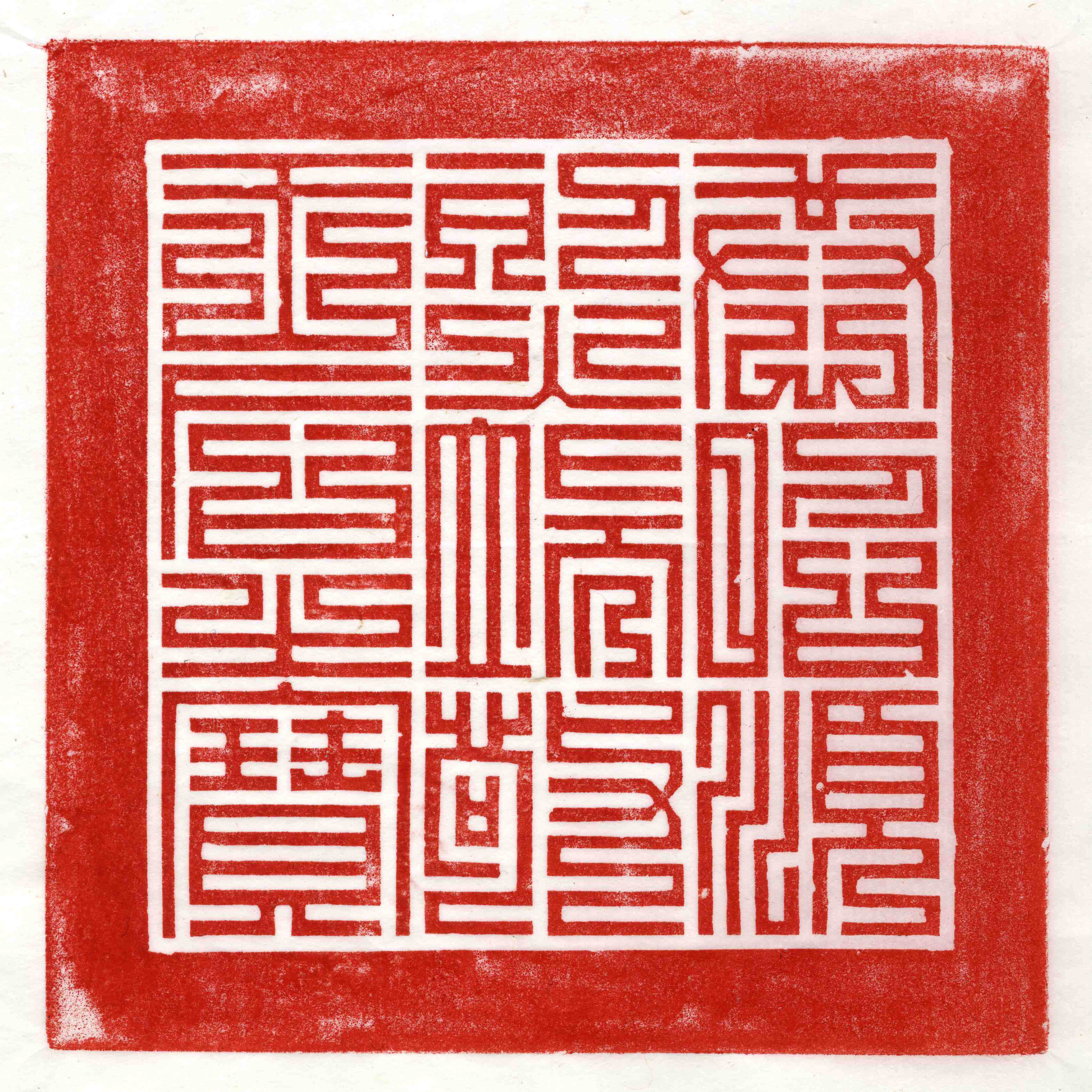
Печать королевы Тангён

В 1506 году ван Ёнсан был свергнут, и в тот же день войска, принадлежавшие лидерам переворота, окружили дом великого принца Джинсона. Джинсон собирался покончить с собой, думая, что Ёнсан послал войска, чтобы убить его; но принцесса Шин отговорила его от самоубийства. Когда её муж стал королем (храмовое имя: Чунджон), она стала королевой-консортом. Однако, поскольку её отец был зятем Ёнсана, он был против возведения её мужа на престол, возглавив против него переворот, в результате которого Чунджон был убит.

### После свержения
Поскольку этот инцидент означал, что она была дочерью предателя, королева была низложена и изгнана из дворца. Когда в 1515 году умерла Юн Мёнхе (известная как королева Чангён), которая была второй женой Чунджона, сторонники свергнутой королевы Шин пытались предложить её восстановление в должности, но высокопоставленные чиновники были против этой идеи — один из её основных сторонников был отравлен, а другой сослан.
Свергнутая королева Шин получила помощь от преемника Чунджона — вана Инджона, что сделало её жизнь лучше.
27 декабря 1557 года, на 12-м году правления Мёнджона она умерла бездетной. Мёнджон держал портрет госпожи Шин на похоронной церемонии, и она была похоронена в семейной гробнице в соответствии с желанием её родителей. Её могила была названа Оннын[уточнить].
Титул свергнутой королевы Шин сохранялся за ней 230 лет, пока в 1739 году ван Ёнджо официально не почтил её посмертно как королеву Тангён, а также вернул придворные титулы её отцу, матери и первой жене её отца.

## Семья

### Родители
- Отец — Шин Сугын (1450—1506) (신수근)[4]
  - 1) Дедушка − Шин Сынсон (1436—1502) (신승선)
    - 2) Прадедушка — Шин Чжон (신전, 愼詮)
      - 3) Прапрадедушка — Шин Личжон (신이충, 愼以衷)

    - 2) Прабабушка — госпожа Ан из клана Сунхын Ан (증 정경부인 순흥 안씨, 贈 貞敬夫人 順興 安氏)

  - 1) бабушка — принцесса Юнгмо, внутренняя принцесса, Хунган из клана Ли из Чхонджу (정경부인 증 흥안 부부인 전주 이 씨 씨, 貞敬 夫人 主 贈 興安府 全 州 李 氏 氏) (1435 -?); Внучка короля Седжона[5]
- Дядя — Шин Сугём (신수겸, 愼守謙) (? — 1506)
  - Тётя — госпожа Кан из клана Джинсан Кан (정부인 진산 강씨, 貞夫人 晋山 姜氏)
    - Кузина — госпожа Шин из клана Гочан Шин (거창 신씨, 居昌 慎氏)[6]
      - Муж кузины — Гу Хвигён (구희경, 具希璟)[7]

  - Тётя — госпожа Чон из клана Дамьян Чон (정부인 담양 전씨, 貞夫人 潭陽 田氏)
- Дядя — Шин Суён (신수영, 愼守英) (? — 1506)
  - Тётя — госпожа Хан из клана Чхонджу Хан (정부인 청주 한씨, 貞夫人 淸州 韓氏); младшая сестра королевы Ансун
    - Кузен — Шин Хондже (신홍제, 愼弘濟)
    - Кузен — Шин Хоню (신홍유, 愼弘猷)
- Тётя — госпожа Шин из клана Гочан Шин (거창 신씨, 居昌 慎氏)
  - Дядя — Ли Хён (이형, 李泂) из клана Чонджу Ли[8]
- Тётя — госпожа Шин из клана Гочан Шин (거창 신씨, 居昌 慎氏)
  - Дядя — Нам Гён (남경, 南憬)
    - Кузен — Нам Дживон (남치원, 南致元)
      - Жена кузена — Ли Окхван, принцесса Кёнсун (이옥환, 李玉環; 경순옹주) (1482 -?)[9]
        - Троюродный брат — Нам Ги (남기, 南沂)
- Тётя — госпожа Шин из клана Гочан Шин (거창 신씨, 居昌 慎氏)
  - Дядя — Ан Хван (안환, 安煥)
- Тётя — королева Джинвондок из клана Гочан Шин (제인원덕 신씨) (15 декабря 1476 г. — 16 мая 1537 г.)
  - Дядя — Ли Юн, король Ёнсан (23 ноября 1476 г. — 20 ноября 1506 г.) (조선 연산군)
    - Кузина — принцесса Хвисин (24 октября 1491 г. — ?) (휘신 공주)[10]
      - Муж кузины — Гу Мунгён (구문경, 具文璟) из клана Нынсон Гу (능성 구씨, 綾城 具氏); Сын Гу Суёна (구수영, 具壽永) (1456—1523)
        - Троюродный брат — Гу Ём (구엄, 具渰)

    - Безымянная двоюродная сестра
    - Безымянный двоюродный брат (1494—1494)
    - Кузен — свергнутый наследный принц Ли Хван[англ.] (10 января 1498 — 24 сентября 1506) (폐왕세자 이황)
    - Безымянный двоюродный брат (1500—?)
    - Кузен — Ли Сон, великий принц Чаннён (18 июня 1500 г. — 10 октября 1506 г.) (이성 창녕대군)
    - Кузен — великий принц Ли Инсу (대군 이인수, 李仁壽) (1501 — 12 сентября 1503)
    - Двоюродный брат — великий князь Ли Чонсу (대군 이총수, 李聰壽) (1502—1503)
    - Двоюродный брат — великий принц Ли Ёнсу (대군 이영수, 李榮壽) (1503—1501).503)
- Мать — Хан Ынгван, внутренняя принцесса-супруга Чхонвон из клана Хан из Чхонджу (한은광 청원부부인 청주 한씨, 韓銀光 淸原府夫人 淸州 韓氏) (1447 -?);[11] вторая жена Шин Сугына
  - 1) Дед — Хань Чонин (한충인, 韓忠仁) (1433—1504); Старший двоюродный брат королевы Инсу (인수대비의 사촌 오빠)
  - 1) Бабушка — госпожа Ким из клана Ким из Андона (정부인 안동 김씨, 貞夫人 安東 金氏)[12]
- Мачеха — внутренняя принцесса-консорт Ёнга из клана Квон из Андона
  - Сводный дедушка — Квон Рам (권람, 權擥) (1416 — 6 февраля 1465)
  - Сводная бабушка — принцесса-консорт Ёнвон из клана Косон Ли (영원군부인 고성 이씨, 寧原郡夫人 固城 李氏) (1410 — 18 октября 1491)[13]

### Братья и сёстры
- Старший брат — Шин Хонбо (신홍보)
- Брат — Шин Хонпиль (신홍필) (1487 — ?)
- Младший брат — Шин Хондзё (신홍조, 愼弘祚) (1490 — ?)
  - Невестка — госпожа Лим из клана Пхунчхон Лим (풍천 임씨)[14]
    - Племянник — Шин Сахон (신사헌, 愼思獻) (1520 — ?)
    - Племянник — Шин Сахён (신사헌, 愼思獻)
- Младший брат — Шин Хону́ (신홍우)

### Супруг
- Ли Ёк, ван Чунджон (조선 중종) (16 апреля 1488 г. — 29 ноября 1544 г.) — детей в браке не было.
  - Свёкор — Ли Хёль, ван Сонджон
  - Свекровь — Юн Чаннён, королева-супруга Чонхён

## В популярной культуре
Роль королевы Тангён сыграли корейские актрисы:
- Ким Хиджон в телесериале SBS 2001 года «Дамы во дворце».
- Юн Сокхва в сериале SBS 2017 года «Саймдан, Мемуары цветов».
- Пак Сиын и Пак Минъён в сериале KBS2 2017 года «Королева семи дней»[англ.].